# Ptygostomum
Ptygostomum es un género de foraminífero bentónico de estatus incierto, aunque considerado un sinónimo posterior de Planorbulina de la subfamilia Planorbulininae, de la familia Planorbulinidae, de la superfamilia Planorbulinoidea, del suborden Rotaliina y del orden Rotaliida. Su especie tipo era Ptygostomum oligoporum. Su rango cronoestratigráfico abarcaba el Holoceno.

## Clasificación
Ptygostomum incluía a la siguiente especie:
- Ptygostomum oligoporum